# Euproctis areolata
Euproctis areolata är en fjärilsart som beskrevs av Erich Martin Hering 1928. Euproctis areolata ingår i släktet Euproctis och familjen tofsspinnare. Inga underarter finns listade i Catalogue of Life.